# Toirdelbach mac Aeda Ua Conchobair
Toirdelbach Ó Conchobair (mort le 15 octobre 1345) est l'un des nombreux prétendants au trône du Connacht qui se disputent le pouvoir du fait des désastreuses conséquences de la seconde bataille d'Athenry. Roi de Connacht en 1317 il est déposé dès 1318 restauré en 1324 il est de nouveau déposé en 1342. De nouveau restauré en 1343 il reste sur le trône jusqu'à sa mort.

## Biographie
Toirdelbach Ó Conchobair est le fils Áed mac Eógain Ua Conchobair, le frère de Felim mac Aeda Ua Conchobair et le descendant Áed mac Cathail Ua Conchobair. Il supplante en 1317 Ruaidri na Fed mac Donnchada Ua Conchobair  mais il est lui-même détrôné dès 1318 par 
Cathal mac Domhnaill Ua Conchobair. Il réussit à reconquérir le royaume en 1324 pour le perdre après un conflit général en 1342 au profit de Áed mac Aedh Breifneach Ua Conchobair, avant de la reconquérir un an plus tard et de le conserver finalement jusqu'à sa mort le 15 octobre 1345 tué par une flèche en luttant contre le Clan Murtagh Ua Conchobair et ses alliés. Il est cependant le seul souverain de toute sa génération à réussir à régner pendant une assez longue période. Toutefois les possibilités d'intervention de la dynastie se restreignent désormais au seul Connacht après la dernière tentative de restaurer le titre d'Ard ri Erenn en 1316. Bien qu'en règle générale, les rois successifs suivants soient issus des différents septs de la dynastie, ils finissent par perdre complètement leur pouvoir, sans qu'un  Ó Conchobair ne puisse plus jamais prétendre à la royauté supreme.

## Postérité
Toirdelbach Ó Conchobair laissent deux fils
- Aodh mac Toirdhealbhaigh  (mort en 1356) roi de 1345 à 1350 de 1351 à 1353 et de 1353 à 1356 ancêtre des Ó Conchobair Donn
- Ruaidhrí mac Toirdhealbhaigh (mort le 25 novembre 1384) roi de 1368 à 1384.

## Voir également
- Ó Conchubhair Donn

## Sources
- (en) T.W Moody, F.X. Martin,F.J. Byrne, Maps, Genealogies, Lists. A companion to Irish History part II, Oxford, Oxford University Press, coll. « A New History of Ireland » (no 9), 2011, 674 p. (ISBN 9780199593064), p. 223-225 « O'Connors Ó Conchobhair Kings of Connacht 1183-1474  »  et généalogie n°28 et 29 (a)  p. 158-159
- (en) Richard Killen, A Timeline of Irish History, Dublin, Gill & Macmillan, 2003 (ISBN 07171-3484-9).
- (en) Goddard Henry Orpen Ireland under the Normans Oxford at the Clarendon Press, 1968, vol. I à vol. IV.